# 中井氏
中井氏（なかいし）は、日本の武家・商家。通字は安。

## 概要
中井氏は山城国紀伊郡鳥羽を本拠地とし、石清水八幡宮に属して馬の流通に従事していた。商業に基盤を置いていることから、身分はあまり高くなかったと考えられる。
文明16年（1484年）4月16日や長享元年（1487年）12月28日には東寺領播磨国矢野荘の代官を務めている中井左近将監安弘が確認できる。
柳本賢治が京都支配に関与するようになると、賢治や後継者の甚次郎に仕えて柳本姓の使用を許されている。柳本（中井）治安は賢治の治の字と中井氏の通字である安の字を組み合わせて名前としている。享禄3年（1530年）に賢治が死んだ後は、中井彦七が甚次郎に仕え筆頭家老のうちの1人となった。
売券にみえる売主・中井安友と証人・中井安清、五条馬市を知行する中井安森、鳥羽侍の中井将監がいる。
天文元年（1532年）8月17日には、本願寺焼き討ちに向かった大町氏が青蓮院の裏山に陣取ったため、青蓮院は柳本（中井）源七郎（中井衆・中井方）に大町氏を追い払うように依頼している。源七郎の奔走によって大町氏は立ち去り周囲の安全も確保されたため、青蓮院は源七郎に贈物をしている。